# Passage Sécurité
Le passage Sécurité est une voie du 15e arrondissement de Paris, en France.

## Situation et accès
Le passage Sécurité situé dans le 15e arrondissement de Paris, débute au 114, boulevard de Grenelle et se termine au 19, rue Tiphaine.

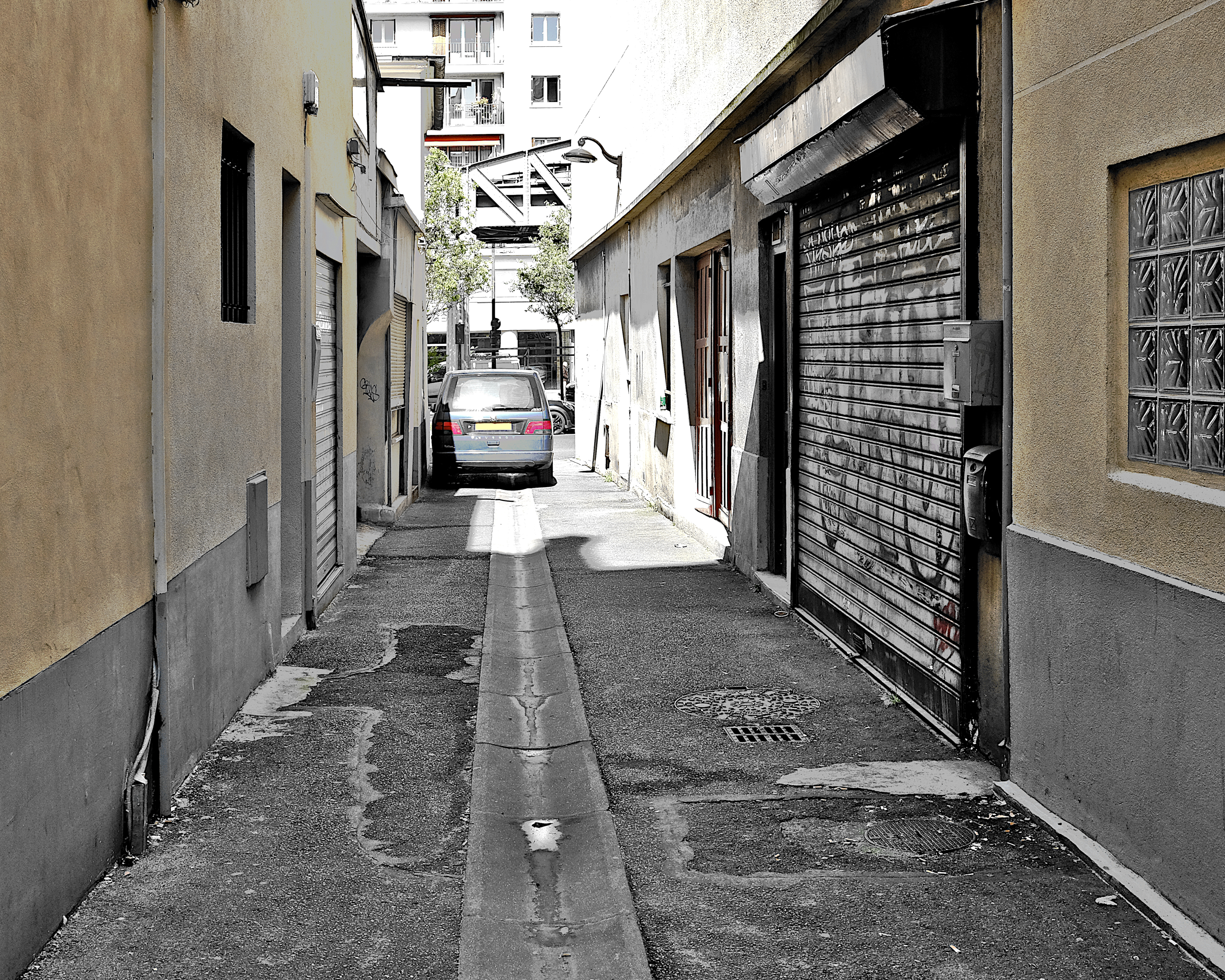
Vers le boulevard de Grenelle.
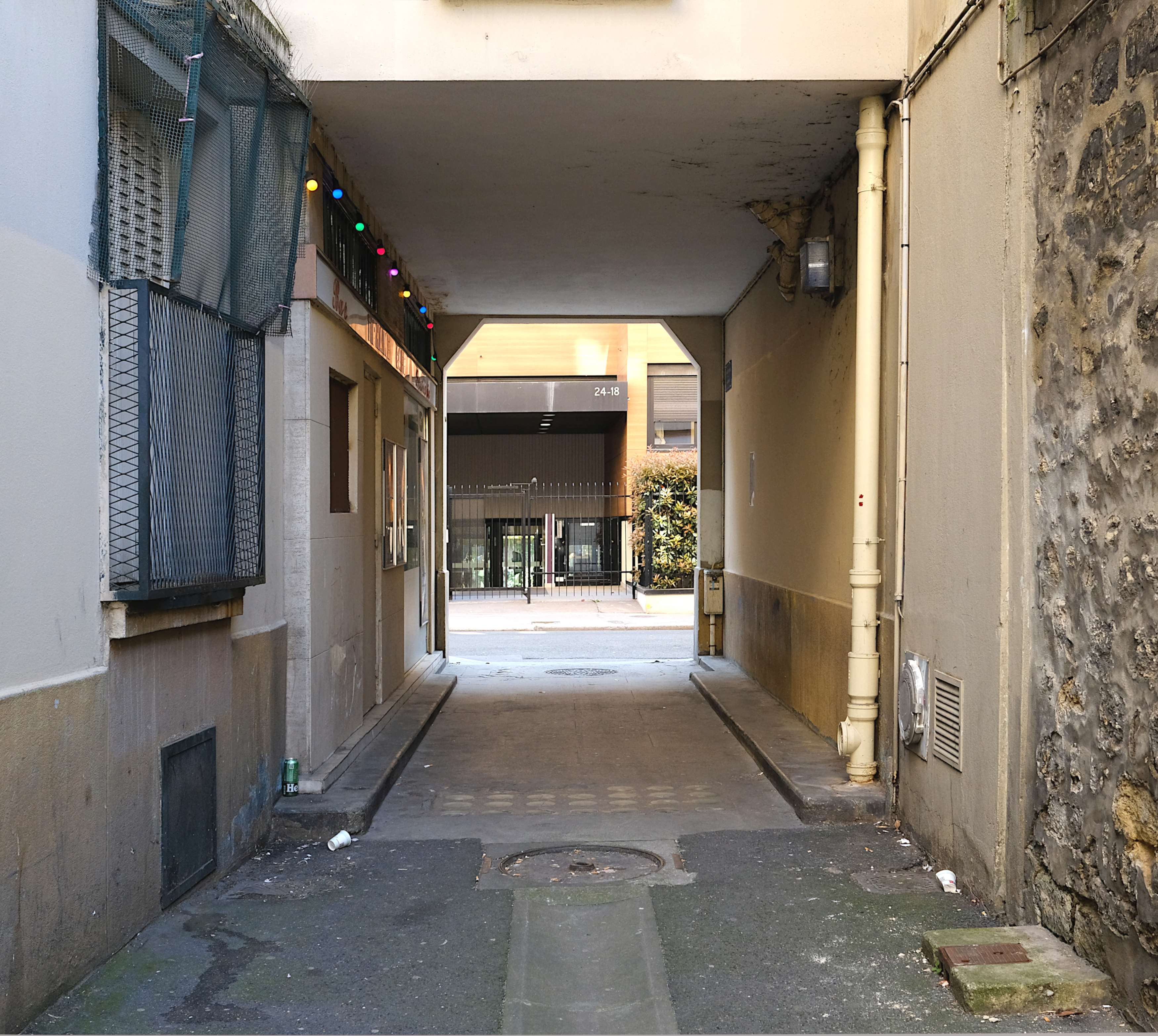
Vers la rue Tiphaine.

## Origine du nom
L'origine du nom est inconnue. Les Bulletins Officiels de la Ville de Paris des années 1981 à 2005 incluses ne sont pas mis à disposition sur internet.

## Historique
Le passage est ouvert à la circulation publique par arrêté municipal du 6 janvier 1989.